# Matrimonio civil en España
En España el matrimonio civil estuvo prohibido desde 1564 a 1870, siendo el matrimonio religioso el único considerado legítimo, hasta su aprobación en 1870 con la Ley Provisional de Matrimonio Civil. A partir de 1875 el matrimonio civil fue considerado algo excepcional, pero legal. Durante la Segunda República, de 1931 a 1939, con el establecimiento de la aconfesionalidad del Estado, se adoptó un sistema de matrimonio civil obligatorio (solo este producía efectos jurídicos) aunque se permitía celebrar el matrimonio canónico a todos aquellos católicos que así lo desearan.
En 1939, con el franquismo, se consideraron nulos los matrimonios civiles que habían tenido lugar durante el periodo republicano, y el matrimonio civil solamente pasó a admitirse en caso de que los dos contrayentes fuesen de una religión distinta de la católica o hiciesen apostasía.
Con la constitución de 1978; que establece de nuevo la aconfesionalidad del Estado, dejó de ser necesario certificar el abandono de la Iglesia para poder contraer matrimonio civil.
En 2005 se extendió el derecho de matrimonio civil a las parejas del mismo sexo.

## Trámites, documentos y modalidades
El primer paso necesario es la tramitación del expediente matrimonial; para ello es necesario acudir a una delegación del registro civil para solicitar cita para el inicio del trámite. En la fecha indicada se deberá presentar la siguiente documentación:
- Certificado de empadronamiento de ambos cónyuges
- Partida de nacimiento
- Documento identificativo: DNI, NIE o pasaporte

El día en que esté programada la fecha de inicio del expediente deben acudir ambos cónyuges con un testigo mayor de edad, todos ellos con su documentación identificativa en vigor. En este acto se declara que los cónyuges cumplen todos los requisitos legales para contraer matrimonio. Si toda la documentación es correcta se emitirá el certificado de idoneidad.
Con el expediente matrimonial formalizado, los cónyuges podrán elegir entre distintos lugares para celebrar el acto del matrimonio civil en sí mismo:
- Ayuntamiento: Los cónyuges deben acercarse al ayuntamiento elegido para solicitar cita y entregar fotocopias de los documentos identificativos y el expediente matrimonial. En el caso del Ayuntamiento de Madrid se puede solicitar la cita para la celebración de manera telemática.
- Juzgado de familia o primera instancia: Solicitando cita previa y tras una primera reunión con el juez para comprobar la documentación aportada y certificar la idoneidad del matrimonio.
- Ante notario: En España se celebran bodas ante notario desde el año 2015 (las notarías también pueden elaborar el expediente de matrimonio desde el 30 de abril de 2021, lo que ahorra el trámite en el Registro Civil). Esta opción es la más rápida de todas.[6]

## Estadísticas
En 2009 los matrimonios civiles superaron, por primera vez en la historia de España, a los religiosos: 94.993 bodas civiles frente a 80.174 bodas por el rito católico. En 2017 los matrimonios civiles superaron el 80% de los enlaces en España. Un fenómeno parejo a la secularización de la sociedad y que se sitúa en el contexto de los cambios sociales de la familia.
Durante la pandemia del COVID-19, los matrimonios bajaron de forma generalizada, pero especialmente los religiosos, pasando del 21,2% en 2019 al 10,66% en 2020, y recuperándose progresivamente, de forma que en 2022 supusieron el 19,4%, lo que parece confirmar la tendencia a la baja que registrada hasta 2019.
| Año  | Total matrimonios | Civiles / religiosos | Civiles / religiosos | Civiles / religiosos | Civiles / religiosos | Sexo cónyuges | Sexo cónyuges |
| Año  | Total matrimonios | Civiles              | Religiosos           | Católicos            | Otra religión        | Diferente     | Mismo         |
| ---- | ----------------- | -------------------- | -------------------- | -------------------- | -------------------- | ------------- | ------------- |
| 2022 | 179.107           | 144.360              | 34.747               | 34.682               | 65                   | 172.871       | 2.856         |
| 2021 | 148.588           | 123.631              | 24.957               | 24.882               | 75                   | 143.515       | 2.206         |
| 2020 | 90.670            | 81.006               | 9.664                | 9.613                | 51                   | 87.481        | 1.504         |
| 2019 | 166.530           | 131.231              | 35.299               | 34.615               | 684                  | 161.389       | 2.492         |
| 2018 | 167.613           | 127.283              | 40.330               | 39.295               | 1.035                | 162.743       | 2.358         |
| 2017 | 173.626           | 129.249              | 44.377               | 43.268               | 1.109                | 168.989       | 2.323         |
| 2016 | 175.343           | 126.517              | 48.826               | 47.771               | 1.055                | 171.023       | 2.188         |
| 2015 | 168.910           | 118.879              | 50.031               | 49.206               | 825                  | 165.172       | 1.925         |

(Datos del INE).